# Pedro Juan Gutiérrez
Pedro Juan Gutiérrez (* 27. Januar 1950 in Matanzas, Kuba) ist ein kubanischer Schriftsteller, Maler, Bildhauer, Dichter und Journalist.

## Leben
Mit elf Jahren begann er als Eis- und Zigarettenverkäufer zu arbeiten, war später als Schwimm- und Kajaklehrer, als Zuckerrohrschneider und Landarbeiter, als Bauinstallateur und technischer Zeichner tätig. Außerdem diente er fünf Jahre als Soldat bei der kubanischen Armee.
Der Autor mehrerer Romane lebt heute in Havanna. Von seinem dortigen Lebensmittelpunkt Centro Habana beschreibt er in seinen Büchern die aus seiner Sicht wahre Realität des kubanischen Alltagslebens, welches von dem der offiziellen Darstellung weit entfernt ist.

## Ehrungen
- 2000 Alfonso Garcia-Ramos Preis (Spanien) für Animal Tropical.
- 2003 Narrativa Sur del Mundo (Italien) für Kein bisschen Liebe.

## Werke (Auswahl)
- Schmutzige Havanna Trilogie („Trilogía sucia de la Habana“, 1999). Verlag Hoffmann & Campe, Hamburg 2002, ISBN 3-455-02543-9.[2]
- Der König von Havanna („El rey de la Habana“, 2000). Verlag Hoffmann & Campe, Hamburg 2003, ISBN 978-3-442-45955-1.
- Animal Tropical. Roman („Animal tropical“, 2000). Verlag Hoffmann & Campe, Hamburg 2004, ISBN 3-455-02545-5.
- Der unersättliche Spinnenmann („El insaciable hombre araña“, 2002). Verlag Hoffmann & Campe, Hamburg 2006, ISBN 978-3-455-40014-4.
- Kein bisschen Liebe („Carne de perro“, 2003). Verlag Hoffmann & Campe, Hamburg 2008, ISBN 978-3-455-02549-1.
- Poesía visual (PDF, 5,88 MB), 5 Gedichtcollagen (spanisch), in: Nueva Sociedad November/Dezember 2012

## Verfilmung
Sein Roman Der König von Havanna wurde vom spanischen Regisseur Agustí Villaronga mit kubanischen Hauptdarstellern verfilmt und im September 2015 uraufgeführt. Nachdem das kubanische Filminstitut beantragte Genehmigungen für Havanna verweigert hatte, musste die Produktion an Drehorte in der Dominikanischen Republik verlegt werden.